# Mike Oldfield
Michael Gordon Oldfield (Reading (Engeland), 15 mei 1953) is een Brits popmusicus.

## Carrière
In zijn jeugd maakte Oldfield muziek met zijn zus, zangeres Sally, die ook in zijn latere werk nog te horen zou zijn. Met haar vormde hij het folkduo The Sallyangie. In 1969 bracht het duo de lp Children of the Sun uit; Mike was toen zestien jaar. Daarna speelde hij met broer Terry een korte periode in een bluestrio genaamd Barefoot. Kort daarop werd hij lid van The Whole World, de band van Kevin Ayers (voormalig lid van Soft Machine), waarin hij bas en gitaar speelde en soms ook zong.
Oldfields grote doorbraak kwam in 1973 met de lp Tubular Bells, waarop vrijwel alle instrumenten door hemzelf worden bespeeld. Dit album zonder lyrics of losse nummers (met als enige nummers Part One en Part Two, ofwel respectievelijk de eerste en tweede kant van de lp, beide duren langer dan twintig minuten) bevat een mix van verschillende stijlen waarmee Oldfield ook in de rest van zijn carrière zou experimenteren: rock, new age, folk, ambient en blues. Later kwamen ook Afrikaanse invloeden en zelfs invloeden van elektronische dansmuziek naar voren.
Tubular Bells werd uitgebracht door Virgin Records, de toen nog beginnende platenmaatschappij van Richard Branson. Branson runde destijds een opnamestudio, The Manor House, waar Tubular Bells werd opgenomen. Omdat geen enkele van de benaderde platenmaatschappijen verkoop zag in Tubular Bells, besloot Branson zijn eigen Virgin Records op te richten en Tubular Bells werd hierop het eerste album.
In 1974 volgde het album Hergest Ridge, dat gecomponeerd werd in Herefordshire bij een heuvelrug waarnaar het album is vernoemd. Het album kwam op de eerste plaats van de Britse hitlijst, waarna deze positie drie weken later door Tubular Bells werd ingenomen. In de jaren 70 volgden de albums The Orchestral Tubular Bells (1975), Ommadawn (1975), Incantations (1978) en Platinum (1979). In 1979 verscheen tevens Exposed, het livealbum van Oldfields Europese tournee die begon na de uitgave van Incantations. Eerder schrok Oldfield ervoor terug om zich in de openbaarheid te laten zien, waaraan de titel van het livealbum ('blootgesteld') refereert. Na het volgen van therapie voelde hij zich in staat om te gaan optreden.
In de jaren 80 scoorde hij enkele hits met toegankelijke liedjes als Moonlight Shadow (1983) en To France (1984). Op beide nummers wordt gezongen door Maggie Reilly. In 1983 stond Moonlight Shadow in Nederland op nummer 1 in de Nationale Hitparade. Shadow on the Wall met  zanger Roger Chapman werd in 1983 eveneens een hit.
In 1984 verzorgde Oldfield de soundtrack voor The Killing Fields; met deze soundtrack werd hij genomineerd voor een Golden Globe. Zijn video-album Islands verscheen in 1987 en werd vergezeld van videoclips met voor die tijd moderne digitale animaties.
Aangezien Oldfield van Branson maar beperkte opnametijd kreeg, was Tubular Bells in grote haast opgenomen, wat te horen is aan het simpele arrangement en hier en daar een valse toon. Omdat Oldfield contractueel binnen 25 jaar geen nieuwe opname ervan mocht maken, bracht hij Tubular Bells II (1992) uit, een succesvol, analoog aan zijn debuut opgebouwd album. Het was Oldfields eerste album op een nieuw label: Warner Music (de overstap was het gevolg van Oldfields onvrede over Bransons Virgin-label, die onder andere naar voren komt op het album Amarok uit 1990). In 2003 werd een opnieuw opgenomen versie van Tubular Bells uitgebracht onder de titel Tubular Bells 2003, als viering van het 30-jarig jubileum van het origineel.
Het openingsthema van Tubular Bells is een van Oldfields bekendste nummers geworden. Dit nummer is nog altijd zeer populair, mede door het gebruik ervan in de horrorfilm The Exorcist en de Nederlandse kindertelevisieserie Bassie en Adriaan.
In 2002 experimenteerde Oldfield met 3D virtual reality, een project genaamd "Music VR" waarbij ook de muziek een belangrijke rol speelt. Het dat jaar uitgebrachte Tres Lunas bevat naast een audio-cd ook het gelijknamige spel. Tres Lunas werd gevolgd door Maestro (2003), een nieuw virtueel epos. Dit spel was te downloaden via de officiële website van Oldfield. Er is van Maestro geen audio-cd verschenen.
Eind september 2005 bracht Oldfield het dubbelalbum Light + Shade uit op zijn derde label Mercury Records (onderdeel van Universal Music Group).
Een autobiografie, getiteld Changeling, verscheen in mei 2007 bij Virgin Books, vlak voor Oldfields 54e verjaardag.
In 2008 kreeg Oldfield van Virgin Records de rechten over zijn op dat label uitgebrachte albums terug, 35 jaar na de release van het debuutalbum Tubular Bells. Vanaf 2009 werden opnieuw gemixte en gemasterde edities van deze albums inclusief veel bonusmateriaal uitgebracht op Mercury Records. Tubular Bells was hierbij als eerste aan de beurt, een nieuwe uitgave van dat album verscheen in juni 2009.
Oldfield maakte met een optreden deel uit van de openingsceremonie van de Olympische Zomerspelen 2012.

## Stijlkenmerken
Tubular Bells bestaat evenals veel van Oldfields latere werk uit gecompliceerde symfonische muziek. De meeste van zijn albums zijn grotendeels instrumentaal en op bijna al zijn albums speelt hij de meeste tot alle instrumenten zelf. Dit zijn veelal verschillende snaarinstrumenten, meerdere toetsinstrumenten, enkele slaginstrumenten en sommige blaasinstrumenten. In latere jaren is zijn muziek echter steeds elektronischer geworden en is hij steeds meer gebruik gaan maken van synthesizers en software. Kenmerkend is Oldfields elektrische gitaar. Oldfield zegt zichzelf in de eerste plaats als gitarist te zien. Hij heeft zichzelf ook wel omschreven als "een technicus die ideeën krijgt en deze vertaalt in geluid".

## Discografie

### Albums
| Album met eventuele hitnotering(en) in de Nederlandse Album Top 100 | Datum van verschijnen | Datum van binnenkomst | Hoogste positie | Aantal weken | Opmerkingen                                  |
| ------------------------------------------------------------------- | --------------------- | --------------------- | --------------- | ------------ | -------------------------------------------- |
| Tubular Bells                                                       | 25-05-1973            | 08-03-1975            | 2               | 18           |                                              |
| Hergest Ridge                                                       | 31-08-1974            | 14-09-1974            | 12              | 3            |                                              |
| The Orchestral Tubular Bells                                        | 1975                  | -                     |                 |              | met Royal Philharmonic Orchestra / livealbum |
| Ommadawn                                                            | 21-10-1975            | 08-11-1975            | 2               | 14           |                                              |
| Incantations                                                        | 1978                  | 30-12-1978            | 27              | 7            |                                              |
| Exposed                                                             | 1979                  | -                     |                 |              | livealbum                                    |
| Platinum                                                            | 1979                  | -                     |                 |              |                                              |
| Impressions                                                         | 1980                  | -                     |                 |              | verzamelalbum                                |
| QE2                                                                 | 1980                  | -                     |                 |              |                                              |
| Mike Oldfield's Wonderland                                          | 1981                  | -                     |                 |              | verzamelalbum                                |
| Music Wonderland                                                    | 1981                  | 18-04-1981            | 12              | 18           | verzamelalbum                                |
| Episodes                                                            | 1981                  | -                     |                 |              | verzamelalbum                                |
| Five Miles Out                                                      | 1982                  | 03-04-1982            | 34              | 6            |                                              |
| Crises                                                              | 1983                  | 11-06-1983            | 2               | 30           |                                              |
| Discovery                                                           | 1984                  | 07-07-1984            | 2               | 15           |                                              |
| The Killing Fields                                                  | 1984                  | -                     |                 |              | soundtrack                                   |
| The Complete Mike Oldfield                                          | 1985                  | -                     |                 |              | verzamelalbum                                |
| Islands                                                             | 1987                  | 31-10-1987            | 71              | 2            |                                              |
| Earth Moving                                                        | 1989                  | 29-06-1989            | 55              | 7            |                                              |
| Amarok                                                              | 21-05-1990            | 16-06-1990            | 66              | 7            |                                              |
| Heaven's Open                                                       | 1991                  | 09-03-1991            | 80              | 4            |                                              |
| Tubular Bells II                                                    | 1992                  | 12-09-1992            | 15              | 13           |                                              |
| Elements: The Best of Mike Oldfield                                 | 24-09-1993            | 09-10-1993            | 54              | 7            | verzamelalbum                                |
| The Songs of Distant Earth                                          | 18-11-1994            | 17-12-1994            | 81              | 4            |                                              |
| Voyager                                                             | 23-08-1996            | 07-09-1996            | 41              | 8            |                                              |
| XXV: The Essential                                                  | 1997                  | -                     |                 |              | verzamelalbum                                |
| Tubular Bells III                                                   | 31-08-1998            | 12-09-1998            | 46              | 4            |                                              |
| Guitars                                                             | 25-05-1999            | -                     |                 |              |                                              |
| The Millennium Bell                                                 | 29-11-1999            | -                     |                 |              |                                              |
| The Best of Tubular Bells                                           | 2001                  | -                     |                 |              | verzamelalbum                                |
| Collection                                                          | 2002                  | -                     |                 |              | verzamelalbum                                |
| Tres Lunas                                                          | 03-06-2002            | -                     |                 |              |                                              |
| Tubular Bells 2003                                                  | 26-05-2003            | 07-06-2003            | 41              | 6            |                                              |
| Light + Shade                                                       | 26-09-2005            | -                     |                 |              |                                              |
| The Platinum Collection                                             | 2006                  | -                     |                 |              | verzamelalbum                                |
| Music of the Spheres                                                | 17-03-2008            | -                     |                 |              |                                              |
| The Collection                                                      | 2009                  | -                     |                 |              | verzamelalbum                                |
| Icon: Mike Oldfield                                                 | 2012                  | -                     |                 |              | verzamelalbum                                |
| Two Sides: The Very Best of Mike Oldfield                           | 24-07-2012            | -                     |                 |              | verzamelalbum                                |
| Tubular Beats                                                       | 2013                  | 09-02-2013            | 54              | 2            | met Torsten Stenzel / remixalbum             |
| Moonlight Shadow: The Collection                                    | 30-04-2013            | -                     |                 |              | verzamelalbum                                |
| Man on the Rocks                                                    | 03-03-2014            | 08-03-2014            | 16              | 2            |                                              |
| The Best Of : 1992-2003                                             | 27-04-2015            | -                     |                 |              | verzamelalbum                                |
| Lo Mejor de... Mike Oldfield                                        | 2015                  | -                     |                 |              | verzamelalbum                                |
| The Space Movie                                                     | 16-10-2015            | -                     |                 |              | soundtrack / cd & dvd                        |
| The 1984 Suite                                                      | 29-01-2016            | -                     |                 |              | verzamelalbum/remixalbum                     |
| Collaborations                                                      | 02-12-2016            | -                     |                 |              | verzamelalbum                                |
| Return to Ommadawn                                                  | 20-01-2017            | 28-01-2017            | 28              | 3            |                                              |

| Album met hitnotering(en) in de Vlaamse Ultratop 200 albums | Datum van verschijnen | Datum van binnenkomst | Hoogste positie | Aantal weken | Opmerkingen                      |
| ----------------------------------------------------------- | --------------------- | --------------------- | --------------- | ------------ | -------------------------------- |
| Two Sides: The Very Best of Mike Oldfield                   | 2012                  | 04-08-2012            | 113             | 3            | verzamelalbum                    |
| Tubular Beats                                               | 2013                  | 16-02-2013            | 67              | 3            | met Torsten Stenzel / remixalbum |
| Man on the Rocks                                            | 2014                  | 15-03-2014            | 50              | 6            |                                  |
| Return to Ommadawn                                          | 2017                  | 28-01-2017            | 31              | 8            |                                  |

### Singles
| Single met eventuele hitnotering(en) in de Nederlandse Top 40 | Datum van verschijnen | Datum van binnenkomst | Hoogste positie | Aantal weken | Opmerkingen                                                                                            |
| ------------------------------------------------------------- | --------------------- | --------------------- | --------------- | ------------ | --- |
| Tubular Bells                                                 | 1974                  | 13-04-1974            | tip13           | -            | |
| Don Alfonso                                                   | 21-02-1975            | -                     |                 |              | met David Bedford                                                                                      |
| In Dulci Jubilo                                               | 1975                  | 10-04-1976            | 3               | 7            | #2 in de Nationale Hitparade                                                                           |
| Portsmouth                                                    | 1976                  | -                     |                 |              | |
| The William Tell Overture                                     | 11-02-1977            | -                     |                 |              | |
| Cuckoo Song                                                   | 1977                  | -                     |                 |              | met Les Penning                                                                                        |
| Guilty                                                        | 1979                  | -                     |                 |              | |
| Blue Peter                                                    | 1979                  | -                     |                 |              | |
| Arrival                                                       | 1980                  | -                     |                 |              | |
| Sheba                                                         | 1980                  | -                     |                 |              | |
| Five Miles Out                                                | 1982                  | -                     |                 |              | met Maggie Reilly                                                                                      |
| Family Man                                                    | 1982                  | -                     |                 |              | met Maggie Reilly                                                                                      |
| Mistake                                                       | 1982                  | -                     |                 |              | met Maggie Reilly                                                                                      |
| Moonlight Shadow                                              | 1983                  | 25-06-1983            | 2               | 12           | met Maggie Reilly / #1 in de Nationale Hitparade / #3 in de TROS Top 50                                |
| Shadow on the Wall                                            | 1983                  | 12-11-1983            | 10              | 7            | met Roger Chapman / #9 in de Nationale Hitparade / #9 in de TROS Top 50                                |
| Crime of Passion                                              | 1983                  | -                     |                 |              | met Barry Palmer                                                                                       |
| To France                                                     | 1984                  | 30-06-1984            | 3               | 10           | met Maggie Reilly / #4 in de Nationale Hitparade / TROS Paradeplaat Hilversum 3 / #3 in de TROS Top 50 |
| Tricks of the Light                                           | 1984                  | -                     |                 |              | met Maggie Reilly & Barry Palmer                                                                       |
| Étude                                                         | 1984                  | -                     |                 |              | |
| Pictures in the Dark                                          | 1985                  | -                     |                 |              | met Anita Hegerland, Barry Palmer & Aled Jones                                                         |
| Shine                                                         | 1986                  | -                     |                 |              | met Jon Anderson                                                                                       |
| In High Places                                                | 1987                  | -                     |                 |              | met Jon Anderson                                                                                       |
| Islands                                                       | 1987                  | -                     |                 |              | met Bonnie Tyler                                                                                       |
| The Time Has Come                                             | 1987                  | -                     |                 |              | met Anita Hegerland                                                                                    |
| Flying Start                                                  | 1988                  | -                     |                 |              | met Kevin Ayers                                                                                        |
| Magic Touch                                                   | 1988                  | -                     |                 |              | met Jim Price, op de VS-uitgave Max Bacon                                                              |
| Earth Moving                                                  | 1989                  | -                     |                 |              | met o.a. Nikkie Bentley & Max Bacon                                                                    |
| Hostage                                                       | 1989                  | -                     |                 |              | met Max Bacon & Nikkie Bentley                                                                         |
| Innocent                                                      | 1989                  | 22-07-1989            | tip18           | -            | met Anita Hegerland / #45 in de Nationale Top 100                                                      |
| One Glance Is Holy                                            | 1989                  | -                     |                 |              | met Adrian Belew                                                                                       |
| Heaven's Open                                                 | 1991                  | -                     |                 |              | |
| Gimme Back                                                    | 1991                  | -                     |                 |              | |
| Sentinel                                                      | 22-09-1992            | -                     |                 |              | |
| Sentinel Total Overhaul                                       | 1992                  | -                     |                 |              | met The Orb                                                                                            |
| Tattoo                                                        | 1992                  | -                     |                 |              | |
| The Bell / Sentinel-Restructure                               | 1992                  | -                     |                 |              | |
| The Bell                                                      | 1993                  | -                     |                 |              | |
| Hibernaculum                                                  | 1994                  | -                     |                 |              | |
| Let There Be Light                                            | 1995                  | -                     |                 |              | |
| Woman of Ireland                                              | 1997                  | -                     |                 |              | |
| Man in the Rain                                               | 02-11-1998            | -                     |                 |              | met Cara Dillon                                                                                        |
| Far Above the Clouds                                          | 05-04-1999            | -                     |                 |              | |
| To Be Free                                                    | 27-05-2002            | -                     |                 |              | met Jude Sim                                                                                           |
| Thou Art in Heaven: The Remixes                               | 2002                  | -                     |                 |              | |
| Spheres                                                       | 2008                  | -                     |                 |              | |

| Single met hitnotering(en) in de Vlaamse Ultratop 50 | Datum van verschijnen | Datum van binnenkomst | Hoogste positie | Aantal weken | Opmerkingen                                    |
| ---------------------------------------------------- | --------------------- | --------------------- | --------------- | ------------ | ---------------------------------------------- |
| In Dulci Jubilo                                      | 1976                  | -                     |                 |              | nr. 3 in de Radio 2 Top 30                     |
| Moonlight Shadow                                     | 1983                  | -                     |                 |              | met Maggie Reilly / nr. 1 in de Radio 2 Top 30 |
| To France                                            | 1984                  | -                     |                 |              | met Maggie Reilly / nr. 3 in de Radio 2 Top 30 |
| Shadow on the Wall                                   | 1983                  | -                     |                 |              | met Roger Chapman / nr. 5 in de Radio 2 Top 30 |
| To Be Free                                           | 2002                  | 20-07-2002            | tip9            | -            | met Jude Sim                                   |

### NPO Radio 2 Top 2000
| Nummers met noteringen in de NPO Radio 2 Top 2000 | '99 | '00  | '01  | '02  | '03  | '04  | '05  | '06  | '07  | '08  | '09  | '10  | '11  | '12  | '13  | '14 | '15 | '16  | '17  | '18  | '19 | '20 | '21 | '22 | '23 | '24 |
| ------------------------------------------------- | --- | ---- | ---- | ---- | ---- | ---- | ---- | ---- | ---- | ---- | ---- | ---- | ---- | ---- | ---- | --- | --- | ---- | ---- | ---- | --- | --- | --- | --- | --- | --- |
| In dulci jubilo                                   | 833 | 956  | 1133 | 1044 | 1492 | 1340 | 1388 | 1385 | 1891 | 1462 | 1691 | 1663 | 1875 | 1773 | 1952 | -   | -   | -    | -    | -    | -   | -   | -   | -   | -   | -   |
| Mike Oldfield's Single – Theme From Tubular Bells | 159 | 178  | 211  | 257  | 316  | 302  | 291  | 291  | 536  | 332  | 335  | 336  | 299  | 346  | 366  | 416 | 513 | 680  | 575  | 747  | 819 | 840 | 950 | 854 | 800 | 850 |
| Moonlight Shadow (met Maggie Reilly)              | 207 | 276  | 139  | 318  | 373  | 428  | 444  | 442  | 660  | 431  | 604  | 539  | 652  | 680  | 657  | 819 | 846 | 1068 | 1122 | 1024 | 908 | 870 | 902 | 914 | 871 | 914 |
| To France (met Maggie Reilly)                     | -   | 1084 | 1060 | 1552 | 1315 | 1457 | 1522 | 1827 | -    | 1826 | 1999 | 1877 | -    | -    | 1869 | -   | -   | -    | -    | -    | -   | -   | -   | -   | -   | -   |

1. ↑  Een '-' betekent dat het nummer niet was genoteerd en een vetgedrukt getal geeft de hoogste notering van een nummer aan.